# Langstelige aardtong
De langstelige aardtong (Geoglossum simile) is een schimmel behorend tot de familie Geoglossaceae. Hij leeft op de grond en komt voor in pijpestrootjesvelden. Vruchtlichamen komen van de zomer tot de herfst in grote groepen voor in loof- en naaldbossen, op de grond, vaak tussen mossen, soms op met mos bedekte boomstammen

## Kenmerken
Vruchtlichaam
Het vruchtlichaam is slank, knotsvormig, zwartachtig en 2,5-7 cm hoog. Het bestaat uit een vruchtbare kop en een steriele steel. De kop is duidelijk te onderscheiden, 3-6 mm breed, vaak afgeplat, in de lengterichting gevouwen of gegroefd, zwart, naakt of bijna naakt als deze droog is. De cilindrische steel heeft een diameter van 0,2-0,4 cm, fijnkorrelig, zwart als hij droog is of donkerbruin aan de bovenkant of basis, de basis met donkergrijs mycelium. Het vruchtvlees is dun, zwart of witachtig, zonder duidelijke geur.
Microscopische kenmerken
De asci zij 8-sporig, spindelvormig en meten 150–180 × 20–25 µm. De ascosporen zijn spoelvormig, glad, meestal met 7 septa, soms met 9 septa, in KOH-bruin met een donkerder septum en meten 86–100 × 6–11 µm. Filamenteuze parafysen zijn 4–5 µm breed, steken 10–60 µm boven de zakjes uit, hoe dichter bij de top, hoe dichter de septen. Nabij de top domineren tonvormige cellen met een breedte tot 8 µm, vaak met vernauwing van elk tweede septum, met wanden die bruinachtig zijn in KOH. De parafysen op de steel zijn vergelijkbaar, maar korter.

## Verspreiding
De langstelige aardtong komt voor in Noord- en Midden-Amerika, Europa, Azië, Australië, de Japanse eilanden en Nieuw-Zeeland. In Nederland komt de langstelige aardtong zeer zeldzaam voor. Hij staat op de rode lijst in de categorie 'Gevoelig'.

## Foto's

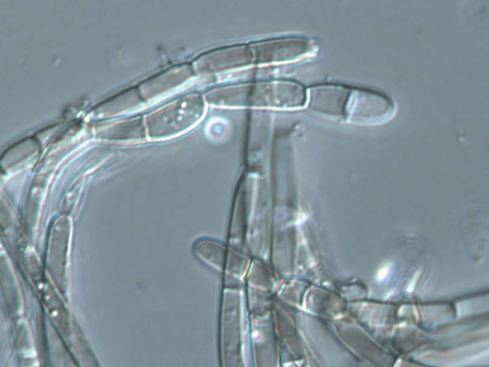
Parafysen